# サン・プリンセス
サン・プリンセス（Sun Princess）は、プリンセス・クルーズが運航しているクルーズ客船。サン・プリンセスの船名は先代（元スピリット・オブ・ロンドン）に次いで2代目に当たる。

## 概要
サン・プリンセス級の1番船で、1995年11月11日、イタリアのフィンカンティエリ社モンファルコーネ工場で竣工。船価は3億ドル。客室数は975室で、603室が海側客室（アウトサイド・キャビン）であり、うち約70%はバルコニー付きである。
竣工当時、ノルウェージャン・クルーズ・ラインの「ノルウェー」（76,049総トン）を抜いて世界最大の客船であり、引退・解体されたものも含めた客船史上でも第4位の大きさであった。
12月1日にフロリダのポート・エバーグレーズ港で行われた命名式にて、親会社P&Oの会長夫人によって命名され、翌2日よりフォートローダーデール起点のカリブ海クルーズに就航した。
以降夏期はバンクーバー起点のアラスカクルーズ、それ以外の期間はカリブ海クルーズに就航していたが、2007年秋からはオーストラリアを中心に運航され、日本への来航は2008年8月29日に大阪港に寄港したのが初であった。
また、同型の2番船が1997年、3番船が1998年、4番船が2000年に建造された。
2013年には約3000万ドルをかけて大規模改装を行いアトリウムへのカフェ設置、寿司レストランの常設化、ステーキハウスやスパのリニューアルなどが行われた。その後2018年の改装では船首に「シーウィッチ」の意匠を施すとともに新プレミアム客室「クラブ・クラス・ジュニア・スイート」、ディスカバリー・チャンネルと提携したユースセンター「キャンプ・ディスカバリー」の設置、免税店のリニューアルが行われた。
その後2020年9月に親会社カーニバル・コーポレーションの経営改善策として同型船シー・プリンセスとともに売却を発表。

## 日本への寄港
2013年より日本発着クルーズとして本格的に投入された。国内客船の半額近い低価格クルーズの登場は「黒船」とも呼ばれ、国内船社に衝撃を与えた。
2014年はダイヤモンド・プリンセスと合わせて2隻体制で日本発着クルーズを40回以上展開。しかし2015年よりオーストラリアへ通年配船となり、日本を撤退した。現在のプリンセス・クルーズの日本発着クルーズはダイヤモンド・プリンセス1隻となっている。
2019年にはJTBクルーズの全船チャーターにより本船を用いての横浜・名古屋・神戸発着の世界一周クルーズを実施、従来の世界一周の相場と比べ4割安い価格でクルーズ初心者を取り込む目論見としている。日本の旅行会社がプレミアム級客船をチャーターしての世界一周の実施はこれが初であると同時に、プリンセス・クルーズでも初のアジア発着の世界一周となる。
2021年春からは日本のピースボートクルーズを企画実施する株式会社ジャパングレイスがチャーターし、パシフィック・ワールド号として世界一周クルーズを行うと発表している。

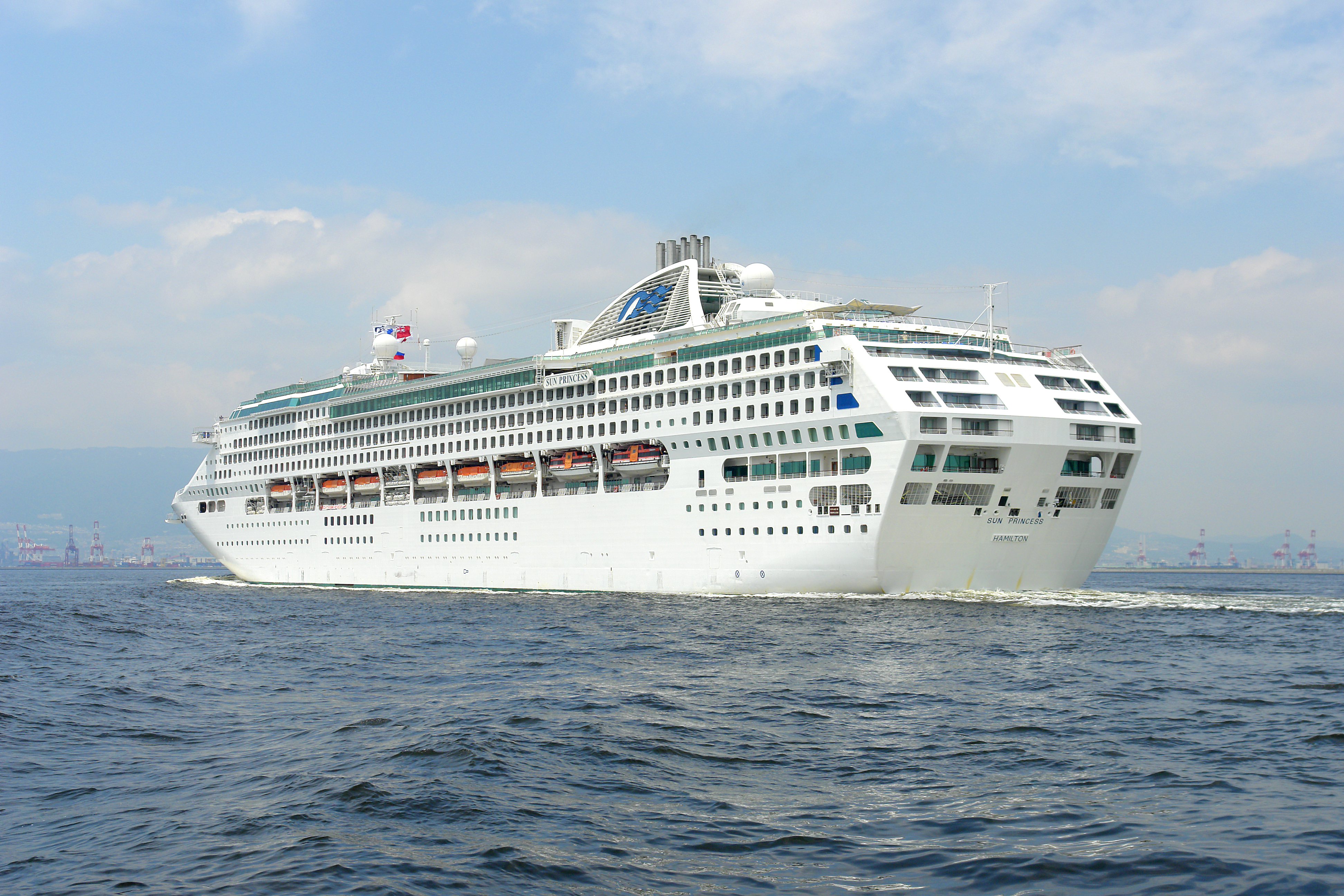
神戸港に向かうサン・プリンセス

## 同型船
- 2番船　「ドーン・プリンセス（Dawn Princess）」

1997年5月竣工。2017年にP&Oクルーズオーストラリアに移籍し「パシフィック・エクスプローラー」に改名。
- 3番船　「シー・プリンセス（Sea Princess）」

1998年11月竣工。
- 4番船　「オーシャン・プリンセス（Ocean Princess）」

2000年1月竣工。2002年P&Oクルーズに移籍し「オセアナ」と改名。

## 脚註
1. 1 2  “大型客船、埠頭を急きょ変更　釧路入港前日の給油で喫水オーバー　市、大わらわ”. 北海道新聞 (北海道新聞社). (2014年7月2日)
2. ↑  サン・プリンセス、改装費3,000万ドルのドライドックを経て就航 - プリンセス・クルーズ（2013年9月13日）
3. ↑  サン・プリンセス、シンガポールでの15日間のドライドックを経て装いも新たに登場 - 時事ドットコム（2018年7月25日 Internet Archive）
4. ↑  プリンセス・クルーズ、利益率低い2隻を売却、サン・プリンセス、シー・プリンセス全キャンセルに - トラベルボイス2020年9月25日
5. ↑  “米・韓はじめ“黒船クルーズ”が関西に攻勢　海も割安なＬＣＣ時代到来か”. 産経WEST. (2013年12月15日)
6. ↑  “【考察】プリンセスの日本クルーズに日本船社「存亡の危機」論も”. Webクルーズ. (2012年3月28日)
7. ↑  “ＪＴＢ、「最安」の世界一周クルーズ　188万円から”. 日本経済新聞. (2017年11月27日)
8. ↑  “JTB、188万円からの98日間世界一周クルーズ、2018年1月発売”. トラベル Watch. (2017年11月28日)